# 9 de Octubre Fútbol Club
El 9 de Octubre Fútbol Club, mayormente conocido como 9 de Octubre, antes llamado Asociación Deportiva Nueve de Octubre, es un club de futbol profesional  ecuatoriano originario de la ciudad de Guayaquil, radicado en el cantón La Troncal, provincia del Cañar. Fue fundado el 18 de abril de 1926, aunque sus actividades iniciaron en 1912 como un equipo de fútbol guayaquileño, llamado Club Sport 9 de Octubre ya que contrariamente a lo que se ha sostenido hasta la actualidad, notas de prensa del Diario El Telégrafo y El Guante dan razón a su existencia.
Su disciplina principal es el fútbol en el que es parte de la Serie B de Ecuador desde 1971. Sus máximos logros han sido los subcampeonatos del Campeonato Ecuatoriano de Fútbol en 1965, 1983 y 1984.
El nombre del equipo es en honor a la fecha de la Independencia de Guayaquil, el 9 de octubre de 1820.
Desde 2025, el club juega de local en el Estadio Municipal de La Troncal, ubicado en el cantón La Troncal, perteneciente a la provincia del Cañar,  aunque alterna algunos partidos en el Estadio Los Chirijos de Milagro.

## Historia
El club octubrino nació el 25 de agosto de 1912 y fue mencionado en los diarios El Telégrafo y El Guante. El primero de estos, el 25 de octubre de ese mismo año, publicó una nota titulada: "Fundan Club 9 de Octubre". En ella se mencionaba:
"Un grupo de jóvenes entusiastas ha organizado un club de fútbol que llevará ese nombre. El día 25 ensayará en La Concordia".
Este acto de fundación del 9 de Octubre fue confirmado posteriormente por uno de sus creadores, quien más tarde sería presidente del club. Su testimonio apareció el 3 de junio de 1933 en la revista sabatina de El Telégrafo, llamada Semana Gráfica, en un artículo firmado por el destacado periodista Dr. Francisco Rodríguez Garzón. La veracidad de este hecho se corrobora con la participación del C.S. 9 de Octubre en la fundación de la Federación Deportiva del Guayas en julio de 1922, según consta en el acta de creación de dicha entidad.
El 18 de abril de 1926, en las calles Urdaneta y Santa Elena (hoy Lorenzo de Garaycoa), nació otro de los tantos clubes deportivos que surgieron en aquellos años en la Perla del Pacífico: la Asociación Deportiva Nueve de Octubre. Su nombre rendía homenaje a la fecha del hito histórico más importante para los guayaquileños.
En esa época de amateurismo, los torneos eran organizados por la Federación Deportiva del Guayas (Fedeguayas), y el clásico de la ciudad enfrentaba al Sporting Packard y al General Córdova.
Su primer presidente fue don Alberto Muñoz López. El club en sus inicios se destacó varias disciplinas deportivas, sobre todo en el fútbol y el ciclismo.
En el año de 1940 Nueve de Octubre alcanza su primer título en el amateurismo, por el Campeonato de Fútbol del Guayas, venciendo a Italia por 5 a 3. Sus principales dirigentes eran el Dr. Cristóbal Ibáñez y el Sr. Roberto Calderón. En ese equipo destacaron Calderón Llona, Lavayen, Pepe Herrera, Manuel Sempértegui, Felix Leyton Zurita, Alberto Alprecht, entre otros.
En el año de 1965, bajo la presidencia de don Gustavo Mateus Ayluardo, alcanza su primer vicecampeonato en los torneos de fútbol profesional. La plantilla estaba dirigida por el "Chompi" Henríquez y entre los grandes jugadores figuraban: Hugo "El Negro" Cortez, Tomás Marshall, Leonardo Guerrero, Juan Noriega, Jaime "Carmelo" Galarza, Félix "Pelusa" Sarco, Armando Echeverría, Humberto Barreno, los uruguayos Ernesto Raymondo, Luis Desevo y el nacionalizado Carlos Alberto Raffo.
En la primera Copa Libertadores de América tuvo que medirse ante Emelec y los equipos uruguayos y bolivianos.
En la década de los 60 también destacaron: Horacio Oswaldo Bellavitis, Ernesto Raymondi, Alonso Ceballos Benítez y Cirilo Fernández.
El equipo vuelve a participar en 1971, pero más bien fue un equipo “ascensor” hasta que en 1976 ya se radica en las categorías inferiores del fútbol ecuatoriano.
Durante la década de los setenta sobresalieron los siguientes jugadores: Segundo Arcos, Carlos Bulgheroni, Raúl Tessa, Alberto Pellacini, Gerónimo Gando, Isidro Collahuazo, Jorge Bolaños, Carlos Infantino, Jorge Ayora, Vicente Cassanello, Luis Lamberck, Jorge Amores y Eladio Mideros.
En 1978, el Cabildo de la Ciudad ofreció donarle 30.000 m² por el km. 13 de la vía a Daule para la construcción de su Complejo; pero esto al final quedó en nada.

### Súper 9 (1980-1986)
A partir de 1980 comienza la época de esplendor del Club.
Los dirigentes Mateus y Calderón que estaban al frente de Nueve de Octubre deciden invitar al empresario Omar Quintana; quien había salido Campeón como dirigente del Club Sport Emelec en 1979, y había sido cesado en sus funciones como Presidente de la Comisión de Fútbol del club "millonario" a fines de marzo de 1980. Quintana suscribe un convenio a fines de mayo de 1980 con la Asamblea de la Asociación Deportiva Nueve de Octubre para asumir los destinos del Club en calidad de Presidente de la Institución.
Por primera vez el Club tiene un patrocinador en la camiseta como lo fue la multinacional Cott Cola. Para ese año se contratan como jugadores al uruguayo nacionalizado ecuatoriano Eduardo De María, Urbano Stacio, Víctor Peláez, Nelson Matilde Miranda "Nelsinho", Pedro Pablo Perlaza; estos sumados al paraguayo Maximiliano Pereira y el colombiano Víctor Bonilla.
El equipo no logra ascender a la Serie A y se decide gestar con planificación una poderosa plantilla para los siguientes años .
En el año de 1981, el equipo se refuerza en la parte administrativa, tenía como dirigentes en el equipo de fútbol y básquet a los señores Giorgio Defilippi O. y Allan Nieto, el club se ganó el apelativo de "Súper 9", porque llegó a ser una institución protagonista en todos los deportes que participó como el fútbol, básquetbol, béisbol, hockey de patines, etc. Y además por las rimbombantes y millonarias contrataciones que la dirigencia hizo para la época.
Por primera vez en la historia del deporte ecuatoriano, una institución luce como indumentarias a una marca oficial registrada; correspondiéndole a la multinacional alemana Adidas ser la vestimenta oficial del club.
En otro deporte como el básquetbol, la marca italiana de chocolates Perugina es auspiciante de la camiseta.
El Directorio decide jugar sus partidos de fútbol como local en el Estadio Los Chirijos de la ciudad de Milagro.
El equipo "patriota" que jugaba la Serie B, regresa a primera en la segunda mitad de 1981 junto al Emelec (en esa época se ascendía y descendía a mitad de temporada así como al final de la misma).
Fue el único equipo que hizo la pretemporada en la playa. El cuerpo técnico estaba al mando de los brasileños Paolo Poletto como Director Técnico, Urbirajara Carbalho de Preparador Físico y como dato curioso el kinesiólogo Valdomiro Pinto también era brasileño.
Para este año se gastó más de un millón de dólares en contrataciones. El Presidente Omar Quintana había trajo a reconocidos jugadores extranjeros como el arquero argentino Oscar Pezzano (arquero símbolo de Estudiantes de La Plata), el mediocampista brasileño Kléber Ribeiro Filho (crack de Fluminense de Brasil de mediados de los 70's), el puntero derecho Osní de Oliveira (quien haría época en el fútbol ecuatoriano) y el centro delantero paraguayo Miguel Adolfo López (otrora goleador del Everest). Entre los elementos nacionales se trae a Gonzalo "Ardiles" Cárdenas. Esto sumado a las contrataciones de los seleccionados ecuatorianos que participaron en las eliminatorias del mundial España 82 como el marcapunta Luis Cajas, el zaguero central Orly Klínger, el volante de marca Belford Párraga y el puntero izquierdo José Valencia.
Con una millonaria inversión, el equipo no justificaba en la cancha los esfuerzos dirigenciales. Avanzada la primera vuelta del Finalización de la Serie A; el brasileño Paolo Poletto es sustituido por su compatriota, el exitoso, Otto "Mandrake" Vieira.
El equipo llega a tener una espectacular exhibición de fútbol y goles bajo la dirección técnica del experimentado Otto Vieira cuando llega a humillar como local al que fuera campeón en ese año Barcelona por 4 a 1.
Lamentablemente se quedó afuera de la liguilla final (triangular) solo por gol diferencia. Varios factores incidieron: como las ausencias de sus figuras contratadas en buen tramo del campeonato como: Párraga, Kléber y López. Y si no hubiera tenido un arquero nervioso como Pezzano de mucha edad y poco ataje; con otro arquero el "Súper 9" hubiera clasificado con anticipación.
El equipo titular base de ese año fue con: Oscar Pezzano; Luis Cajas, Emilio Huayamabe, Orly Klínger y Wellington Corozo; Jorge Márquez, Belford Párraga, Kléber; Osní de Oliveira, Miguel Adolfo López y José Valencia. Alternaron: Carlos Ruíz, Luis Carrión, Luis Floril, Jorge Amores, Gonzalo Cárdenas, Guillermo Jauch, Nelsinho, entre otros
Al año siguiente en 1982 se contrata al jugador de mayor trayectoria internacional que haya jugado en el fútbol profesional ecuatoriano como el brasileño Jair Ventura Filho Jairzinho, uno de los mejores jugadores de todos los tiempos del fútbol mundial y cuya venida causó revuelo en el país. Además se trae al atacante brasileño Roberto Aparecido y a elementos de la valía como el arquero Diego Cabezas, el brasileño nacionalizado ecuatoriano José Paés, los defensas Miguel Cedeño, Galo Ocampo y Bolívar Ruiz. A mediados de temporada se rescinde contrato con el DT Otto Vieira y se trae como flamante DT al uruguayo Luis Grimaldi. Se da de baja al "Búfalo" Roberto Aparecido para ser sustituido por Enrique Lanza.
Se logra ingresar a la liguilla final, terminando el año en cuarta posición. En ese equipo destacaron: El goleador Enrique Lanza (20 goles), además de Hamilton Cuvi y el esmeraldeño José “El Pepe” Valencia ambos con 12 goles.
Generalmente alineó con: Carlos Ruiz; Omar López, Bolívar Ruiz, Galo Ocampo y Miguel Cedeño; Jairzinho, Belford Párraga y Hamilton Cuvi; Osní de Oliveira, Enrique Lanza y José Valencia. Alternaron: Diego Cabezas, Alava, Luis Carrión, Luis Floril, Gonzalo Cárdenas, Gustavo Santillán y Guillermo Jauch.
En 1983 Se ratifica al DT uruguayo Luis Grimaldi. El reglamento solo permitía la contratación de 3 foráneos y se contrata al back central uruguayo Julio César Antúnez, al centro delantero colombiano Víctor Bonilla; éstos sumados al brasileño Osní de Oliveira. Además se trae al volante uruguayo nacionalizado ecuatoriano Juan Carlos Gómez, al defensor José Marcelo "El Atómico" Rodríguez, al cuencano Édgar Domínguez y llega desde los campos petrolíferos de Ancón al goleador juvenil Pedro Mauricio Muñoz. En la Liguilla Final en el último partido en Portoviejo, alcanza la clasificación a la Copa Libertadores en calidad de Vicecampeón tras un accidentado cotejo.
La alineación regular de ese año fue con: Carlos Ruiz; José Marcelo Rodríguez, José Luis Antúnez, Galo Ocampo y Miguel Cedeño; Pedro Pablo Perlaza, Édgar Domínguez y Hamilton Cuvi; Osní de Oliveira, Víctor Bonilla y José Valencia. Alternaron: Hans Franco, Urlín Cangá, Luis Carrión, Omar López, Juan Carlos Gómez, Luis Floril, Guillermo Jauch, Jorge Amores, Jorge Márquez, Pedro Mauricio Muñoz, Gustavo Santillán.
En 1984 el nuevo auspiciante de la camiseta es Café Moltost y el directorio decide jugar sus partidos como local en la Copa Libertadores de América en el Estadio Olímpico Atahualpa frente al campeón ecuatoriano El Nacional y los rivales uruguayos Nacional y Danubio.
Se contrata a los delanteros brasileños Reginaldo Matheus y Almir Dos Santos para formar una trilogía con el jugador símbolo del club Osní de Oliveira. Para la Copa se trae como refuerzo al experimentado uruguayo Juan Ramón Silva, donde llega a retirarse como jugador. También se contrata al experimentado Carlos Torres Garcés.
Las desventuras de la Copa parecía que iba a mermar al equipo, pero no fue así. Clasifica a la Liguilla Final y llega a protagonizar uno de los mejores partidos de todos los tiempos que se recuerde en los campeonatos ecuatorianos de fútbol al empatar dramáticamente como visitante 5 a 5 en Quito frente a la Universidad Católica.
Cuando parecía que el boleto para la Copa se le escapaba tras empatar 2 x 2 como local en Milagro frente a LDU de Quito. En la última fecha de la Liguilla Final, la Universidad Católica logra vencer 1 a 0 al opcionado Liga Deportiva Universitaria de Quito y esto le permite a Nueve de Octubre sellar su clasificación a la Copa Libertadores por segunda vez consecutiva como vicecampeón al derrotar 3 a 2 en un dramático partido en el Estadio Modelo al Emelec.
El equipo de ese año alineó regularmente con: Hans Franco; Luis Carrión, Urlín Cangá, Galo Ocampo y Miguel Cedeño; Carlos Torres Garcés, Édgar Domínguez y Hamilton Cuvi; Osní de Oliveira, Reginaldo y José Valencia. Alternando Carlos Ruiz, José Marcelo Rodríguez, Jimmy Rivas, Omar López, Frank Granja, Luis Floril, Pedro Mauricio Muñoz, entre otros.
El presidente Omar Quintana tuvo como colaboradores al Ab. Allan Nieto, Leonardo Heinert, Arq. Jorge Cabello, Napoleón Ormaza, Pedro Murrieta, Heber Caballero y en la atención alimenticia para los deportistas a Víctor MacDoma y sus ayudantes.
Para 1985 el nuevo auspiciante es el Banco Amazonas y se designa como Presidente de la Comisión de Fútbol al Ing. Leonardo Escobar. Se transfiere al Filanbanco a sus mejores elementos como Hamilton Cuvi y José Valencia.
Se contratan como extranjeros al arquero argentino Oscar Alfredo López y al atacante brasileño Alcides de Oliveira. Y para la Copa se trae al apergaminado defensor ex-Boca Juniors, Roberto Mouzo. Se trae al manabita Hernán Castillo y se reincorpora al equipo Guillermo Jauch que había jugado en el equipo "bancario".
El elenco patriota llega a obtener estupendas recaudaciones producto de buenas asistencias; llegando inclusive a jugar un par de veces de estelarista (de fondo) en las programaciones compartidas con Barcelona en el Estadio Modelo.
En la Copa Libertadores, el Nueve de Octubre enfrenta a El Nacional de Quito, los peruanos Universitario de Lima y Sport Boys del Callao. Sus partidos tuvo que jugarlos en el Estadio Modelo (primer partido de local) y en el remodelado Estadio Los Chirijos, que para aquel entonces contaba con la mejor iluminación del país y con la novedosa localidad de "general baja" en la que los aficionados podían ver los partidos de pie alrededor del gramado.
El primer partido copero lo pierde de visitante ante El Nacional en Quito por 3 a 1.
Su primer partido como local lo juega en el Estadio Modelo de Guayaquil, en la que le gana al Universitario de Deportes por 1 a 0.
En su segundo partido como local ante el Sport Boys del Callao, se da en la reapertura del Estadio Los Chirijos, siendo este el primer partido internacional de manera oficial que se juega en el escenario milagreño. El "Súper 9" golea 4 a 0.
Lamentablemente esto no fue suficiente para acceder a la siguiente etapa ya que el invicto elenco "militar" capitalino le ganó el partido decisivo en Milagro por la mínima diferencia y ya no era necesario para el "Súper 9" ir a disputar los partidos restantes en la capital peruana.
A mediados de año en el plano institucional, la dirigencia escoge el Lago de Capeira como sitio de entrenamiento y de recreación. Auspicia en conjunto con el Emelec, Barcelona y Filanbanco la millonaria rifa La Super Campeona. En lo futbolístico se da de baja a Alcides de Oliveira y su cupo es cubierto por el defensa Roberto Mouzo.
Clasifica al Octagonal Final y es justamenente en esa instancia donde el presidente Quintana llega a tener un problema judicial. El elenco albiceleste que se perfilaba para su primer título, pierde el apoyo económico de este dirigente y termina séptimo entre ocho equipos. Ya para esto, cundía en la afición la incertidumbre de lo que podía pasar al siguiente año.
Los titulares para ese año fueron: Oscar Alfredo López; Jimmy Rivas, Urlín Cangá, Roberto Mouzo y Miguel Cedeño; Luis Carrión, Édgar Domínguez y Carlos Torres Garcés; Osní de Oliveira, Pedro Mauricio Muñoz y Raúl Avilés. Alternaron: Carlos Ruiz, Omar López, Frank Granja, Luis Floril, Javier Ordóñez, Guillermo Jauch, Gustavo Varas, etc.
En 1986 Omar Quintana renuncia irrevocablemente a la presidencia del club y con esto finaliza la época de opulencia del "Súper 9"; dando paso a lo que se denominó en sentido burlesco al "Sufre 9".
El empresario Esteban Mateus Acosta, hijo del expresidente Gustavo Mateus Ayluardo es designado Presidente del club, asistido en la directiva por los Ing. Luis Castro, Ing. Aldo Vanoni, Ing. Alfonso Loaiza Paulson y Sr. Jesús Rubio Villasagua. La Asamblea Octubrina decide justificar el procedimiento del expresidente Quintana en vender jugadores en pago a la inversión de su dinero.
El equipo arranca el campeonato sin auspiciantes y es recién a mediados de temporada en que Contiseguros se convierte en el único patrocinador.
El DT es el brasileño Laerte Doria, sustituido en la marcha por el jugador que se retiraba Carlos Torres Garcés.
Se transfieren a Alex Cevallos, Luis Carrión, Édgar Domínguez y Pedro Mauricio Muñoz al Filanbanco; Osní de Oliveira, Raúl Avilés y Urlín Cangá pasan al Emelec; Miguel Cedeño y Guillermo Jauch son cedidos al Audaz Octubrino.
Se contratan al defensa Homero Mistral Valencia, al volante brasileño Robson Da Silva y al atacante brasileño Paulo César y al puntero Ubaldo "La Uva" Quinteros. Vuelven al club los delanteros: el colombiano Víctor Bonilla y Jorge "Coco" Ayora.
Con el pasar de los partidos el colombiano Bonilla es reemplazado por el brasileño Pedro Fernando Verdún De Oliveira.
El elenco titular base de esa temporada fue con: Carlos Ruiz; Wellington Corozo, Homero Valencia, Frank Granja y Omar López; Luis Floril, Hernán Castillo y; Jorge Ayora, Paulo César y Verdún. Alternaron: Hans Franco, Jimmy Rivas, Nerio Valdez, Jorge Amores, Gustavo Varas, Ubaldo "La Uva" Quinteros, Javier Ordóñez, Andrés Zambrano y Caicedo
El equipo pese a tener jugadores de interesante valía, termina descendiendo de categoría.
Atrás quedaron los años de esplendor del club mediático candidato a campeón en cuanto deporte intervenía, las polémicas decisiones de su dirigente ganador, las recordadas celebraciones con las volteretas de Osní y posteriormente de Reginaldo cuando convertían goles, y sus célebres hinchas como el popular "loco" Matute y la "Mona Lisa" del programa Cámara Deportiva que conducía el profesor Jorge Delgado Guzmán en Ecuavisa.
Triste final para un equipo que supo ser temido por sus rivales y que alguna vez, hace mucho tiempo fue Campeón de la Federación Deportiva del Guayas (Fedeguayas) (1940 y 1946).

### Reintentos (1992-1997)
Desde entonces el equipo no ha obtenido otros logros, solo un ascenso a la Serie B en 1992, un posterior ascenso a la Serie A en 1994 (juntamente con Olmedo de Riobamba que se coronó y consagró campeón de la Serie B en ese mismo año) y una efímera participación del equipo patriota en la Serie A en 1995 que jugaban en Machala (para la Primera etapa y Cuadrangular C de la Segunda Etapa del Torneo Apertura y el Grupo B de la Primera etapa del Torneo Clausura ambos del Campeonato Ecuatoriano de Fútbol de 1995) y Azogues (para el Hexagonal del No Descenso de la Segunda etapa del Torneo Clausura del Campeonato Ecuatoriano de Fútbol del mismo año) hasta que descendió a la Serie B al final de la temporada el Nueve de Octubre perdió la categoría cayó con Deportivo Quito 2 a 1 en la despedida del cuadro octubrino en la categoría de privilegio fue el 17 de diciembre de 1995 (juntamente con el Delfín de Manta ya descendido). Finalmente en 1997 descendió a la Segunda Categoría al final de la temporada el Nueve de Octubre perdió la categoría cayó con Liga de Portoviejo 1 a 0 en la despedida del cuadro octubrino en la categoría B con que el club descendió a Segunda Categoría al final de la temporada el Nueve de Octubre perdió la categoría sin poderla recuperar nunca más y terminó de hundirse a la Segunda Categoría lugar del que jamás volvieron a ver la luz equipos tradicionales del fútbol ecuatoriano de antaño como el América de Quito, Everest, Patria, Norte América, Calvi, Panamá, Esmeraldas Petrolero, Juventus, Juvenil, Green Cross, Juventud Italiana, Bonita Banana, Audaz Octubrino, Santos, Liga de Cuenca, Espoli, Deportivo Quito, América de Ambato, Búhos ULVR (ex Guayaquil Sport), Clan Juvenil y los desaparecidos Politécnico, Manta Sport, River Plate de Riobamba, Filanbanco, Valdez y Liga de Loja en medio de la debacle del equipo patriota, donde permaneció hasta hoy, siendo siempre un contendiente para subir una vez más a Primera y todavía de la mano del entonces timonel del equipo guayaquileño Jorge "Pichi" Flor.

### Crisis Futbolística (1998-2018)
A pesar de las 4 derrotas consecutivas del Nueve de Octubre contra Estudiantes del Guayas por 1 a 0, contra LDE por goleada 7 a 3, frente a Calvi por goleada 5 a 0 y ante el Atlético Milagro por goleada 9 a 2, la Máquina Celeste y Blanco quitó 12 puntos a consecuencia de deudas pendientes ordenado por La Cámara de Mediación y Disputas de la FEF con consecuencia de la insurrección y buscar el apoyo de los bandos de los jugadores, dirigentes, entrenadores y aficionados octubrinos que les dieron inquietas pesadillas en pleno de los bandos de las maravillosas inquietas consecuencias y pesadillas, debido a varias deudas que mantiene la institución.
En 2018, cambia su denominación de Asociación Deportiva Nueve de Octubre a 9 de Octubre Fútbol Club, pero en la Segunda Categoría del Guayas, el equipo patriota estuvo a punto de acceder a la Segunda Etapa del Torneo de Segunda Categoría del Guayas empató a Naval 1 a 1, goleó a Norte América, perdió a Atlético Samborondón por 2 a 0, cayó goleado a Guayaquil Sport por 4 a 0 y ganó al Atlético Milagro por 2 a 0, La Máquina Celeste y Blanco finalizó la temporada de Segunda Categoría del Guayas ocupó en tercer lugar con 7 puntos más 0 goles de diferencia.

### Resurgimiento y Ascenso a la Serie B (2019)
22 largos años tuvieron que esperar los hinchas del afamado Súper 9 para ver a su equipo regresar a la Serie B, ya que en 1995, el 9 de Octubre descendió a la Serie B del fútbol ecuatoriano, malas temporadas, dirigencias sin resultados e incluso lo llevaron a mandar a Segunda Categoría en 1997.
El año 2019, Dalo Bucaram comienza su administración en el equipo albiceleste e inyectó confianza en el grupo al contratar jugadores como: Danny Luna, Danny Cabezas y el equipo patriota recibió una dosis de calidad y atención de la prensa con la llegada de Jorge "El Patrón" Guagua. El 9 de Octubre combinó juventud y veteranía se levantó y en este año, subió de categoría. Gracias a una sólida temporada y un buen manejo del equipo así como del club, el 15 de diciembre, el 9 de Octubre volvió a la punta del cuadrangular final de segunda categoría necesitando de un triunfo octubrino para estar cada vez más cerca del retorno tras vencer contra el casi ascendido Chacaritas de Pelileo por 2 a 0 en el Fertisa.
9 de Octubre alcanza el título provincial de la Segunda Categoría del Guayas tras 27 años en el 2019. Finalmente en el 2019, en la gestión de Abdalá Bucaram Pulley tras una estupenda campaña, vuelve a la Primera Categoría "Serie B", luego de 22 años de haberla abandonado, al golear frente a Esmeraldas Fútbol Club por 4 a 0, una fecha antes del final, en medio de la algarabía de su hinchada que lleno en su casi totalidad el escenario del Fertisa, hinchas que vieron al equipo de sus sueños conseguir el tan anhelado y esquivo sueño el 19 de diciembre. No solo llegó el final del partido, sino el final de un largo exilio del equipo de la Máquina Celeste y Blanco en la Segunda Categoría del Fútbol Ecuatoriano tras 22 años de sufrimiento, frustración, angustia, postergación, penuria, amargura, fracaso y dolor, los hinchas del equipo patriota puede respirar en paz, porque el Súper 9 está de regreso.

### Ascenso a la Serie A tras 25 años (2020)
En el 2020, el 9 de Octubre Fútbol Club vuelve a la "Serie A", luego de 25 años. El 8 de noviembre de 2020, en el penúltimo partido del torneo de la Serie B 2020, el equipo que logró imponerse por 2-1 al recién descendido cuadro de Santa Rita y así permitiendo su regreso a la serie A del fútbol ecuatoriano.

### Descenso a la Serie B (2022)
Tras el regreso al Campeonato 2021 donde los octubrinos tuvieron una gran participación ubicándose en el quinto lugar de la Tabla acumulada, asegurando su clasificación a la Copa Sudamericana 2022, con la llegada del campeonato 2022 la directiva comandada por Dalo Bucaram anunció el fichaje de 8 nuevos jugadores pero también anunció salida de sus antiguas figuras entre ellos Danny Cabezas, José Fajardo y Maximiliano Viera, con nueva plantilla el Pechón León buscaban ser nuevamente protagonistas del campeonato, desde iniciado el campeonato los octubrinos arrancaron con varias dudas, en la primera etapa de las quince fechas que disputó sólo obtuvo una victoria frente al Mushuc Runa, mientras que empató seis partidos y perdió en ocho ocasiones teniendo varios resultados insólitos entre ellos una derrota por goleada de local ante la Universidad Católica, debido a estos resultados los octubrinos se ubicaron en el último lugar de la Tabla acumulada durante la primera etapa, por otro lado en la Copa Sudamericana en la Fase preliminar obtuvo su pase a la fase de grupos al derrotar en el global por 3 a 1 al Delfín, ubicándose en el Grupo E con Internacional de Brasil, Guaireña de Paraguay y el Independiente Medellín de Colombia, nuevamente tendría una decepcionante participación al conseguir solo una victoria de local frente al Independiente Medellín y empató los dos partidos de local que disputó, mientras que perdió en todos los partidos de visita culminando en el último lugar del Grupo E, finalizando el primer semestre del año los octubrinos acabaron en el último puesto de la tabla y eliminados de la Copa Sudamericana, además de eso, después de la séptima fecha dejaron de utilizar al Estadio Modelo Alberto Spencer como sede principal cambiándolo al Estadio Los Chirijos de Milagro.
En la segunda etapa el presidente Dalo Bucaram con el objetivo de cambiar la situación del equipo, anunció el fichaje de diez nuevos jugadores para reforzar la plantilla, donde destacaban el fichaje de Joaquín Verges, Gabriel Cortez, Carlos Garcés, Rubén Escobar y del ex seleccionado Jefferson Montero, sin embargo la situación de los octubrinos no mejoró, después de disputar la duodécima fecha al igual que la primera etapa el equipo solo obtuvo dos victorias mientras que acumuló cuatro empates y seis derrotas, poniendo en jaque su permanencia en la serie A, mientras tanto en la Copa Ecuador tuvo una buena campaña obteniendo el pase a la semifinales al derrotar en los dieciseisavos de final al Portoviejo, en octavos de final al Orense y en cuartos de final al Aucas, en la etapa de las Semifinales conformadas por un Cuadrangular Final entre el Independiente del Valle, El Nacional y el Mushuc Runa logró ubicarse en la segunda posición para el cupo de la Copa Libertadores 2023, sin embargo debido a su rendimiento en el campeonato trunco su campaña por el cupo a la libertadores, por otro lado de los dies fichajes que se unieron a los octubrinos solo Gabriel Cortez y Rubén Escobar estuvieron a las exceptivas del equipo, dada a la mala campaña el camerino comenzó a fragmentarse esto se evidencio con el despido del Pechón Leon tras empatar de local 0 a 0 contra el Orense en la Fecha 4 quien tiempo después anunció que hubo conflictos entre el equipo técnico y los jugadores, siendo reemplazado por Silvano Estacio como nuevo DT el cual también fue despedido tras la caer por 3 a 0 ante Emelec en la Fecha 8, siendo sustituido por David Dóniga quien tampoco mejoro la situación de los octubrinos.
Tras caer por 3 a 1 de visita contra en el Delfín en la Fecha 11 y empatar 2 a 2 de local frente la Liga de Quito en la Fecha 12 dejando al equipo patriota en la cuerda floja, el 8 de octubre de 2022, en la Fecha 13 los octubrinos visitaron al Macará donde los dos peligraban con el descenso, el partido culminó con una nueva derrota por 3 a 1 en el Estadio Bellavista de Ambato, lo que significo su descenso de la Serie A como su regreso Serie B para la temporada 2023, con su caída a la B confirmada el equipo patriota disputó sus últimos encuentros contra Cumbayá y el Independiente del Valle donde consiguió dos derrotas consecutivas, terminando el Campeonato 2022 en el último lugar de la tabla acumulada, finalizando la época de opulencia del "Súper 9"; dando paso a lo que se denominó en sentido burlesco al "Sufre 9", finalmente el equipo patriota culminaría el año con una nueva derrota en la final contra el Independiente del Valle impidiendo su objetivo por conseguir el cupo a la libertadores.

### Partidos Históricos
| Fecha                    | Rival                  | Resultado | Ciudad    |
| ------------------------ | ---------------------- | --------- | --------- |
| 21 de julio de 1940      | Green Cross            | 3:3       | Guayaquil |
| 14 de marzo de 1943      | Independiente de Cali  | 3:5       | Cali      |
| 19 de marzo de 1943      | América de Cali        | 2:1       | Cali      |
| 18 de abril de 1943      | Boca Juniors de Cali   | 2:1       | Cali      |
| 8 de octubre de 1946     | Millonarios            | 1:1       | Guayaquil |
| 4 de abril de 1947       | Boca Juniors de Cali   | 1:0       | Guayaquil |
| 15 de marzo de 1947      | Independiente de Cali  | 4:5       | Cali      |
| 3 de noviembre de 1947   | Deportivo Cali         | 2:2       | Guayaquil |
| 3 de julio de 1948       | Deportivo Cali         | 1:1       | Guayaquil |
| 16 de septiembre de 1964 | Sport Boys             | 2:0       | Guayaquil |
| 22 de mayo de 1965       | Peñarol                | 2:3       | Guayaquil |
| 22 de marzo de 1966      | Bolívar                | 5:2       | La Paz    |
| 11 de febrero de 1981    | Independiente Santa Fe | 2:0       | Guayaquil |

## Presidentes
| Periodo       | Nombre                    |
| ------------- | ------------------------- |
| 1922          | Alberto Muñoz López       |
| 1940 - 1943   | Cristóbal Ibáñez          |
| 1949 - 1951   | Manuel Adolfo Varas Saénz |
| 1965 - 1970   | Gustavo Mateus Ayluardo   |
| 1980 - 1986   | Omar Quintana             |
| 1986 - 1993   | Esteban Matus             |
| 1994 - 1996   | Jorge Flor Elinán         |
| 2018 - 2020   | Dalo Bucaram              |
| 2020 - 2025   | Rosa Gómez Alcivar        |
| 2025 - actual | Andrés Cadme              |

## Uniforme

Bandera de Guayaquil.

- Uniforme titular: Camiseta blanca y celeste a rayas celestes verticales, pantalón celeste y medias celestes.
- Uniforme Alternativo: Camiseta negra a rayas celestes verticales con mangas negras, pantalón negro, medias negras.

El uniforme del Nueve de Octubre está inspirado directamente en los colores de la bandera de Guayaquil.
El celeste simboliza los perenes cielos sobre la Ciudad de Guayaquil y de la provincia del Guayas y la fidelidad de sus aficionados; y el blanco simboliza la paz y la pasión por el fútbol y el amor al deporte. El diseño del uniforme es similar al de Selección de Argentina, Racing Club (Argentina), Cerro (Uruguay), Magallanes (Chile), Ciclón (Bolivia), y Pescara (Italia).

### Evolución del uniforme titular
| 1970-1971 | 1970-1971 | 1981 | 1981-1982 | 1983-I | 1983-II | 1983-III-1984 | 1984 | 1985 | 1986 |  |

| 1995-I | 1995-II | 1995-III | 1996 | 2010 | 2012 | 2015 | 2018-2019 | 2019 | 2020 |  |

| 2021 | 2022 | 2023 | 2024 |

### Evolución del uniforme alterno
| 1981 | 1981-1982 | 1983-I | 1983-II | 1985 | 2012 | 2015 | 2018-2019 | 2019 | 2020 |

| 2021 | 2022 | 2023 | 2024 |

### Evolución del tercer uniforme
| 2022 | 2023 | 2024 |

### Modelos especiales
| Aniversario 95 años | Aniversario 96 años |

### Auspiciantes
- Actualizado al 2025.

La camiseta actual lleva la marca de Pro Sports, empresa ecuatoriana de confección y distribución de accesorios deportivos; con la cual el club mantiene vínculo desde 2024.[cita requerida]
Esta es la cronología de las marcas y patrocinadores de la indumentaria del club.
| Período       | Proveedor             |
| ------------- | --------------------- |
| 1981          | Adidas                |
| 1995-1997     | Textiles del Pacífico |
| 1998-2017     | Sin Marca             |
| 2018-2020     | Astro                 |
| 2021-2023     | Jasa Evolution        |
| 2024-presente | Pro Sports            |

| Período       | Patrocinador                          |
| ------------- | ------------------------------------- |
| 1979          | Compañía Embotelladora Guayaquil S.A. |
| 1980-1983     | Cott Cola                             |
| 1984          | Café Moltost                          |
| 1985          | Banco Amazonas                        |
| 1986          | Contiseguros                          |
| 2011          | Bacpetrol                             |
| 2015          | Farmacias Cruz Azul                   |
| 2016          | Sin Patrocinador                      |
| 2017          | Citroën                               |
| 2018-2020     | Sin Patrocinador                      |
| 2021          | GolTV Play                            |
| 2022          | Bridgestone                           |
| 2023          | Okibet                                |
| 2024-presente | Sin Patrocinador                      |

## Estadio
El Estadio Modelo Alberto Spencer, conocido más comúnmente como el Modelo, es un estadio multiuso situado en la ciudad de Guayaquil, Ecuador. Recibe su nombre en honor del exjugador ecuatoriano de fútbol apodado el "Cabeza Mágica" Alberto Spencer goleador histórico del máximo torneo continental de América la Copa Libertadores jugando para Peñarol de Uruguay, y el Barcelona de Guayaquil.
Es inaugurado oficialmente el 24 de julio de 1959 y tiene una capacidad para 42 000 espectadores. Se lo apoda como "El Coloso de la Avenida de Las Américas", pues se encuentra ubicado en la Avenida de Las Américas al norte de la ciudad de Guayaquil. El estadio, además de ser utilizado para la práctica del fútbol, sirve también para competencias de atletismo ya que cuenta con una pista sintética, e igualmente para la presentación de espectáculos artísticos. Tiene 5 localidades: General Norte, General Sur, Preferencia, Tribuna y Palcos.
Anteriormente solo recibía el nombre de Estadio Modelo Guayaquil, pero la Federación Ecuatoriana de Fútbol decidió añadirle el nombre de Alberto Spencer cuando este falleció el 3 de noviembre de 2006, a instancia de José Luis Contreras, presidente de la Federación Deportiva del Guayas (Fedeguayas).
Este escenario deportivo fue inaugurado el 24 de julio de 1959 con un torneo cuadrangular amistoso en el cual participaron, por Ecuador, los equipos de Barcelona y Emelec (ganador del torneo), por Uruguay la escuadra de Peñarol y por Argentina la escuadra de Huracán. Durante el día inaugural al cual asistieron Luis Robles Plaza, alcalde de Guayaquil (1958-1960), Voltaire Paladines Polo, presidente de la Federación Deportiva del Guayas, y Camilo Ponce Enríquez, presidente del Ecuador (1956-1960). En esa fecha se jugó el primer Clásico del Astillero en el Modelo, con empate ante Emelec 2-2.
Anteriormente el principal estadio que el equipo patriota usaba en el Estadio Alejandro Ponce Noboa de Guayaquil, el cual es sede de distintos eventos deportivos a nivel local, ya que también es usado para los campeonatos provinciales de segunda categoría de la ASO Guayas que se desarrollan en este escenario deportivo en las distintas categorías, también puede ser usado para campeonatos barriales del cantón.
Debido a la poca capacidad del estadio Alejandro Ponce Noboa, el equipo ha tenido que usar otros escenarios deportivos para hacer las veces de local en los diferentes torneos de Serie B, Segunda Categoría y Copa Ecuador, uno de ellos es el Estadio Los Chirijos que está ubicado en Milagro. La Asociación de Fútbol del Guayas ha sido de mucha ayuda para el Súper 9, ya que estas últimas temporadas ha prestado algunos de sus escenarios para que el equipo de la máquina celeste y blanco haga de local, entre los estadios están, el Estadio Christian Benítez Betancourt de Guayaquil, el Estadio Arenas de Samborondón el Estadio Pablo Sandiford de Durán y el Estadio 9 de Mayo de Machala.

## Datos del club
- Puesto histórico: 17.°[7]
- Temporadas en Serie A: 18 (1962-1963, 1965-1966, 1970-1971, 1973, 1975-I, 1976-I, 1981-II-1986, 1995, 2021-2022).[8]
- Temporadas en Serie B: 18 (1971-1972, 1974, 1975-II, 1976-II-1981-I, 1993-1994, 1996-1997, 2020, 2023-presente).[8]
- Temporadas en Segunda Categoría: 31 (1967-1969, 1987-1992, 1998-2019).
- Mejor puesto en la liga: 2.° (1965, 1983 y 1984).[9]
- Peor puesto en la liga: 16.° (2022).
- Mayor goleada a favor en torneos nacionales:
  - 6 - 3 contra Emelec (27 de septiembre de 1970).[10]
- Mayor goleada a favor en torneos internacionales:
  - 4 - 0 contra Sport Boys de Perú (13 de julio de 1985) (Copa Libertadores 1985).[11]
- Mayor goleada en contra en torneos nacionales:
  - 10 - 0 contra Aucas (24 de septiembre de 1995).[12][13][14]
- Mayor goleada en contra en torneos internacionales:
  - 6 - 0 contra Nacional de Uruguay (9 de mayo de 1984) (Copa Libertadores 1984).[15]
- Empate con mayor cantidad de goles en torneos nacionales:
  - 5 - 5 contra Universidad Católica (28 de octubre de 1984).[16]
- Máximo goleador histórico:
- Máximo goleador en torneos nacionales:
- Máximo goleador en torneos internacionales:
- Primer partido en campeonatos nacionales:
  - 9 de Octubre 1 - 0 América (18 de noviembre de 1962 en el Estadio Modelo Alberto Spencer).[17]
- Primer partido en torneos internacionales:
  - Emelec 2 - 9 de Octubre 0 (30 de enero de 1966 en el Estadio Modelo Alberto Spencer) (Copa Libertadores 1966).[18]

### Participaciones internacionales
| Competición               | Edición           |
| ------------------------- | ----------------- |
| Conmebol Libertadores (3) | 1966, 1984, 1985. |
| Conmebol Sudamericana (1) | 2022.             |

Nota: En negrita competiciones vigentes en la actualidad.
| Conmebol Libertadores             | Conmebol Libertadores | Conmebol Libertadores | Conmebol Libertadores | Conmebol Libertadores | Conmebol Libertadores | Conmebol Libertadores | Conmebol Libertadores | Conmebol Libertadores |
| Edición                           | Ronda                 | PJ                    | PG                    | PE                    | PP                    | GF                    | GC                    | Goleador              |
| --------------------------------- | --------------------- | --------------------- | --------------------- | --------------------- | --------------------- | --------------------- | --------------------- | --------------------- |
| Copa de Campeones de América 1960 | Ecuador no participó  | Ecuador no participó  | Ecuador no participó  | Ecuador no participó  | Ecuador no participó  | Ecuador no participó  | Ecuador no participó  | Ecuador no participó  |
| Copa de Campeones de América 1961 | No se clasificó       | No se clasificó       | No se clasificó       | No se clasificó       | No se clasificó       | No se clasificó       | No se clasificó       | No se clasificó       |
| Copa de Campeones de América 1962 | No se clasificó       | No se clasificó       | No se clasificó       | No se clasificó       | No se clasificó       | No se clasificó       | No se clasificó       | No se clasificó       |
| Copa de Campeones de América 1963 | No se clasificó       | No se clasificó       | No se clasificó       | No se clasificó       | No se clasificó       | No se clasificó       | No se clasificó       | No se clasificó       |
| Copa de Campeones de América 1964 | No se clasificó       | No se clasificó       | No se clasificó       | No se clasificó       | No se clasificó       | No se clasificó       | No se clasificó       | No se clasificó       |
| Copa Libertadores 1965            | No se clasificó       | No se clasificó       | No se clasificó       | No se clasificó       | No se clasificó       | No se clasificó       | No se clasificó       | No se clasificó       |
| Copa Libertadores 1966            | Fase de grupos        | 10                    | 1                     | 0                     | 9                     | 13                    | 31                    |                       |
| Copa Libertadores 1967            | No se clasificó       | No se clasificó       | No se clasificó       | No se clasificó       | No se clasificó       | No se clasificó       | No se clasificó       | No se clasificó       |
| Copa Libertadores 1968            | No se clasificó       | No se clasificó       | No se clasificó       | No se clasificó       | No se clasificó       | No se clasificó       | No se clasificó       | No se clasificó       |
| Copa Libertadores 1969            | No se clasificó       | No se clasificó       | No se clasificó       | No se clasificó       | No se clasificó       | No se clasificó       | No se clasificó       | No se clasificó       |
| Copa Libertadores 1970            | No se clasificó       | No se clasificó       | No se clasificó       | No se clasificó       | No se clasificó       | No se clasificó       | No se clasificó       | No se clasificó       |
| Copa Libertadores 1971            | No se clasificó       | No se clasificó       | No se clasificó       | No se clasificó       | No se clasificó       | No se clasificó       | No se clasificó       | No se clasificó       |
| Copa Libertadores 1972            | No se clasificó       | No se clasificó       | No se clasificó       | No se clasificó       | No se clasificó       | No se clasificó       | No se clasificó       | No se clasificó       |
| Copa Libertadores 1973            | No se clasificó       | No se clasificó       | No se clasificó       | No se clasificó       | No se clasificó       | No se clasificó       | No se clasificó       | No se clasificó       |
| Copa Libertadores 1974            | No se clasificó       | No se clasificó       | No se clasificó       | No se clasificó       | No se clasificó       | No se clasificó       | No se clasificó       | No se clasificó       |
| Copa Libertadores 1975            | No se clasificó       | No se clasificó       | No se clasificó       | No se clasificó       | No se clasificó       | No se clasificó       | No se clasificó       | No se clasificó       |
| Copa Libertadores 1976            | No se clasificó       | No se clasificó       | No se clasificó       | No se clasificó       | No se clasificó       | No se clasificó       | No se clasificó       | No se clasificó       |
| Copa Libertadores 1977            | No se clasificó       | No se clasificó       | No se clasificó       | No se clasificó       | No se clasificó       | No se clasificó       | No se clasificó       | No se clasificó       |
| Copa Libertadores 1978            | No se clasificó       | No se clasificó       | No se clasificó       | No se clasificó       | No se clasificó       | No se clasificó       | No se clasificó       | No se clasificó       |
| Copa Libertadores 1979            | No se clasificó       | No se clasificó       | No se clasificó       | No se clasificó       | No se clasificó       | No se clasificó       | No se clasificó       | No se clasificó       |
| Copa Libertadores 1980            | No se clasificó       | No se clasificó       | No se clasificó       | No se clasificó       | No se clasificó       | No se clasificó       | No se clasificó       | No se clasificó       |
| Copa Libertadores 1981            | No se clasificó       | No se clasificó       | No se clasificó       | No se clasificó       | No se clasificó       | No se clasificó       | No se clasificó       | No se clasificó       |
| Copa Libertadores 1982            | No se clasificó       | No se clasificó       | No se clasificó       | No se clasificó       | No se clasificó       | No se clasificó       | No se clasificó       | No se clasificó       |
| Copa Libertadores 1983            | No se clasificó       | No se clasificó       | No se clasificó       | No se clasificó       | No se clasificó       | No se clasificó       | No se clasificó       | No se clasificó       |
| Copa Libertadores 1984            | Fase de grupos        | 6                     | 0                     | 2                     | 4                     | 7                     | 21                    |                       |
| Copa Libertadores 1985            | Fase de grupos        | 4                     | 2                     | 0                     | 2                     | 6                     | 4                     |                       |
| Copa Libertadores 1986            | No se clasificó       | No se clasificó       | No se clasificó       | No se clasificó       | No se clasificó       | No se clasificó       | No se clasificó       | No se clasificó       |
| Copa Libertadores 1987            | No se clasificó       | No se clasificó       | No se clasificó       | No se clasificó       | No se clasificó       | No se clasificó       | No se clasificó       | No se clasificó       |
| Copa Libertadores 1988            | No se clasificó       | No se clasificó       | No se clasificó       | No se clasificó       | No se clasificó       | No se clasificó       | No se clasificó       | No se clasificó       |
| Copa Libertadores 1989            | No se clasificó       | No se clasificó       | No se clasificó       | No se clasificó       | No se clasificó       | No se clasificó       | No se clasificó       | No se clasificó       |
| Copa Libertadores 1990            | No se clasificó       | No se clasificó       | No se clasificó       | No se clasificó       | No se clasificó       | No se clasificó       | No se clasificó       | No se clasificó       |
| Copa Libertadores 1991            | No se clasificó       | No se clasificó       | No se clasificó       | No se clasificó       | No se clasificó       | No se clasificó       | No se clasificó       | No se clasificó       |
| Copa Libertadores 1992            | No se clasificó       | No se clasificó       | No se clasificó       | No se clasificó       | No se clasificó       | No se clasificó       | No se clasificó       | No se clasificó       |
| Copa Libertadores 1993            | No se clasificó       | No se clasificó       | No se clasificó       | No se clasificó       | No se clasificó       | No se clasificó       | No se clasificó       | No se clasificó       |
| Copa Libertadores 1994            | No se clasificó       | No se clasificó       | No se clasificó       | No se clasificó       | No se clasificó       | No se clasificó       | No se clasificó       | No se clasificó       |
| Copa Libertadores 1995            | No se clasificó       | No se clasificó       | No se clasificó       | No se clasificó       | No se clasificó       | No se clasificó       | No se clasificó       | No se clasificó       |
| Copa Libertadores 1996            | No se clasificó       | No se clasificó       | No se clasificó       | No se clasificó       | No se clasificó       | No se clasificó       | No se clasificó       | No se clasificó       |
| Copa Libertadores 1997            | No se clasificó       | No se clasificó       | No se clasificó       | No se clasificó       | No se clasificó       | No se clasificó       | No se clasificó       | No se clasificó       |
| Copa Libertadores 1998            | No se clasificó       | No se clasificó       | No se clasificó       | No se clasificó       | No se clasificó       | No se clasificó       | No se clasificó       | No se clasificó       |
| Copa Libertadores 1999            | No se clasificó       | No se clasificó       | No se clasificó       | No se clasificó       | No se clasificó       | No se clasificó       | No se clasificó       | No se clasificó       |
| Copa Libertadores 2000            | No se clasificó       | No se clasificó       | No se clasificó       | No se clasificó       | No se clasificó       | No se clasificó       | No se clasificó       | No se clasificó       |
| Copa Libertadores 2001            | No se clasificó       | No se clasificó       | No se clasificó       | No se clasificó       | No se clasificó       | No se clasificó       | No se clasificó       | No se clasificó       |
| Copa Libertadores 2002            | No se clasificó       | No se clasificó       | No se clasificó       | No se clasificó       | No se clasificó       | No se clasificó       | No se clasificó       | No se clasificó       |
| Copa Libertadores 2003            | No se clasificó       | No se clasificó       | No se clasificó       | No se clasificó       | No se clasificó       | No se clasificó       | No se clasificó       | No se clasificó       |
| Copa Libertadores 2004            | No se clasificó       | No se clasificó       | No se clasificó       | No se clasificó       | No se clasificó       | No se clasificó       | No se clasificó       | No se clasificó       |
| Copa Libertadores 2005            | No se clasificó       | No se clasificó       | No se clasificó       | No se clasificó       | No se clasificó       | No se clasificó       | No se clasificó       | No se clasificó       |
| Copa Libertadores 2006            | No se clasificó       | No se clasificó       | No se clasificó       | No se clasificó       | No se clasificó       | No se clasificó       | No se clasificó       | No se clasificó       |
| Copa Libertadores 2007            | No se clasificó       | No se clasificó       | No se clasificó       | No se clasificó       | No se clasificó       | No se clasificó       | No se clasificó       | No se clasificó       |
| Copa Libertadores 2008            | No se clasificó       | No se clasificó       | No se clasificó       | No se clasificó       | No se clasificó       | No se clasificó       | No se clasificó       | No se clasificó       |
| Copa Libertadores 2009            | No se clasificó       | No se clasificó       | No se clasificó       | No se clasificó       | No se clasificó       | No se clasificó       | No se clasificó       | No se clasificó       |
| Copa Libertadores 2010            | No se clasificó       | No se clasificó       | No se clasificó       | No se clasificó       | No se clasificó       | No se clasificó       | No se clasificó       | No se clasificó       |
| Copa Libertadores 2011            | No se clasificó       | No se clasificó       | No se clasificó       | No se clasificó       | No se clasificó       | No se clasificó       | No se clasificó       | No se clasificó       |
| Copa Libertadores 2012            | No se clasificó       | No se clasificó       | No se clasificó       | No se clasificó       | No se clasificó       | No se clasificó       | No se clasificó       | No se clasificó       |
| Copa Libertadores 2013            | No se clasificó       | No se clasificó       | No se clasificó       | No se clasificó       | No se clasificó       | No se clasificó       | No se clasificó       | No se clasificó       |
| Copa Libertadores 2014            | No se clasificó       | No se clasificó       | No se clasificó       | No se clasificó       | No se clasificó       | No se clasificó       | No se clasificó       | No se clasificó       |
| Copa Libertadores 2015            | No se clasificó       | No se clasificó       | No se clasificó       | No se clasificó       | No se clasificó       | No se clasificó       | No se clasificó       | No se clasificó       |
| Copa Libertadores 2016            | No se clasificó       | No se clasificó       | No se clasificó       | No se clasificó       | No se clasificó       | No se clasificó       | No se clasificó       | No se clasificó       |
| Copa Libertadores 2017            | No se clasificó       | No se clasificó       | No se clasificó       | No se clasificó       | No se clasificó       | No se clasificó       | No se clasificó       | No se clasificó       |
| Copa Libertadores 2018            | No se clasificó       | No se clasificó       | No se clasificó       | No se clasificó       | No se clasificó       | No se clasificó       | No se clasificó       | No se clasificó       |
| Copa Libertadores 2019            | No se clasificó       | No se clasificó       | No se clasificó       | No se clasificó       | No se clasificó       | No se clasificó       | No se clasificó       | No se clasificó       |
| Copa Libertadores 2020            | No se clasificó       | No se clasificó       | No se clasificó       | No se clasificó       | No se clasificó       | No se clasificó       | No se clasificó       | No se clasificó       |
| Copa Libertadores 2021            | No se clasificó       | No se clasificó       | No se clasificó       | No se clasificó       | No se clasificó       | No se clasificó       | No se clasificó       | No se clasificó       |
| Copa Libertadores 2022            | No se clasificó       | No se clasificó       | No se clasificó       | No se clasificó       | No se clasificó       | No se clasificó       | No se clasificó       | No se clasificó       |
| Total                             |                       | 20                    | 3                     | 2                     | 15                    | 26                    | 56                    |                       |

| Conmebol Sudamericana  | Conmebol Sudamericana | Conmebol Sudamericana | Conmebol Sudamericana | Conmebol Sudamericana | Conmebol Sudamericana | Conmebol Sudamericana | Conmebol Sudamericana | Conmebol Sudamericana             |
| Edición                | Ronda                 | PJ                    | PG                    | PE                    | PP                    | GF                    | GC                    | Goleador                          |
| ---------------------- | --------------------- | --------------------- | --------------------- | --------------------- | --------------------- | --------------------- | --------------------- | --------------------------------- |
| Copa Sudamericana 2002 | No se clasificó       | No se clasificó       | No se clasificó       | No se clasificó       | No se clasificó       | No se clasificó       | No se clasificó       | No se clasificó                   |
| Copa Sudamericana 2003 | No se clasificó       | No se clasificó       | No se clasificó       | No se clasificó       | No se clasificó       | No se clasificó       | No se clasificó       | No se clasificó                   |
| Copa Sudamericana 2004 | No se clasificó       | No se clasificó       | No se clasificó       | No se clasificó       | No se clasificó       | No se clasificó       | No se clasificó       | No se clasificó                   |
| Copa Sudamericana 2005 | No se clasificó       | No se clasificó       | No se clasificó       | No se clasificó       | No se clasificó       | No se clasificó       | No se clasificó       | No se clasificó                   |
| Copa Sudamericana 2006 | No se clasificó       | No se clasificó       | No se clasificó       | No se clasificó       | No se clasificó       | No se clasificó       | No se clasificó       | No se clasificó                   |
| Copa Sudamericana 2007 | No se clasificó       | No se clasificó       | No se clasificó       | No se clasificó       | No se clasificó       | No se clasificó       | No se clasificó       | No se clasificó                   |
| Copa Sudamericana 2008 | No se clasificó       | No se clasificó       | No se clasificó       | No se clasificó       | No se clasificó       | No se clasificó       | No se clasificó       | No se clasificó                   |
| Copa Sudamericana 2009 | No se clasificó       | No se clasificó       | No se clasificó       | No se clasificó       | No se clasificó       | No se clasificó       | No se clasificó       | No se clasificó                   |
| Copa Sudamericana 2010 | No se clasificó       | No se clasificó       | No se clasificó       | No se clasificó       | No se clasificó       | No se clasificó       | No se clasificó       | No se clasificó                   |
| Copa Sudamericana 2011 | No se clasificó       | No se clasificó       | No se clasificó       | No se clasificó       | No se clasificó       | No se clasificó       | No se clasificó       | No se clasificó                   |
| Copa Sudamericana 2012 | No se clasificó       | No se clasificó       | No se clasificó       | No se clasificó       | No se clasificó       | No se clasificó       | No se clasificó       | No se clasificó                   |
| Copa Sudamericana 2013 | No se clasificó       | No se clasificó       | No se clasificó       | No se clasificó       | No se clasificó       | No se clasificó       | No se clasificó       | No se clasificó                   |
| Copa Sudamericana 2014 | No se clasificó       | No se clasificó       | No se clasificó       | No se clasificó       | No se clasificó       | No se clasificó       | No se clasificó       | No se clasificó                   |
| Copa Sudamericana 2015 | No se clasificó       | No se clasificó       | No se clasificó       | No se clasificó       | No se clasificó       | No se clasificó       | No se clasificó       | No se clasificó                   |
| Copa Sudamericana 2016 | No se clasificó       | No se clasificó       | No se clasificó       | No se clasificó       | No se clasificó       | No se clasificó       | No se clasificó       | No se clasificó                   |
| Copa Sudamericana 2017 | No se clasificó       | No se clasificó       | No se clasificó       | No se clasificó       | No se clasificó       | No se clasificó       | No se clasificó       | No se clasificó                   |
| Copa Sudamericana 2018 | No se clasificó       | No se clasificó       | No se clasificó       | No se clasificó       | No se clasificó       | No se clasificó       | No se clasificó       | No se clasificó                   |
| Copa Sudamericana 2019 | No se clasificó       | No se clasificó       | No se clasificó       | No se clasificó       | No se clasificó       | No se clasificó       | No se clasificó       | No se clasificó                   |
| Copa Sudamericana 2020 | No se clasificó       | No se clasificó       | No se clasificó       | No se clasificó       | No se clasificó       | No se clasificó       | No se clasificó       | No se clasificó                   |
| Copa Sudamericana 2021 | No se clasificó       | No se clasificó       | No se clasificó       | No se clasificó       | No se clasificó       | No se clasificó       | No se clasificó       | No se clasificó                   |
| Copa Sudamericana 2022 | Fase de grupos        | 8                     | 2                     | 2                     | 4                     | 12                    | 16                    | Mauro Da Luz, Alfredo Stephens: 3 |
| Total                  |                       | 8                     | 2                     | 2                     | 4                     | 12                    | 16                    | Mauro Da Luz, Alfredo Stephens: 3 |

### Resumen estadístico
Última actualización: 7 de julio de 2022.
| Competición                      | Part | PJ  | PG  | PE  | PP  | GF   | GC   | DG   | PTS | Mejor resultado |
| -------------------------------- | ---- | --- | --- | --- | --- | ---- | ---- | ---- | --- | --------------- |
| Torneos nacionales               |      |     |     |     |     |      |      |      |     |                 |
| Campeonato Ecuatoriano de Fútbol | 16   | 450 | 143 | 102 | 205 | 571  | 717  | -146 | 531 | Subcampeón      |
| Copa Ecuador                     | 1    | 10  | 2   | 4   | 4   | 17   | 14   | +3   | 14  | Subcampeón      |
| Torneos internacionales          |      |     |     |     |     |      |      |      |     |                 |
| Copa Libertadores de América     | 3    | 20  | 3   | 2   | 15  | 26   | 56   | -30  | 11  | Fase de grupos  |
| Copa Sudamericana                | 1    | 8   | 2   | 2   | 4   | 12   | 16   | -4   | 8   | Fase de grupos  |
| Torneos provinciales             |      |     |     |     |     |      |      |      |     |                 |
| Campeonato de Fútbol del Guayas  | 17   | 246 | 65  | 92  | 89  | 416  | 409  | +4   | 287 | Subcampeón      |
| Campeonato Amateur de Guayaquil  | 9    | 54  | 28  | 4   | 22  | 139  | 113  | +26  | 88  | Campeón         |
| Total                            | 47   | 788 | 243 | 206 | 339 | 1181 | 1325 | -144 | 935 | 1 título        |

## Jugadores

### Plantilla 2025
- Última actualización: 24 de marzo de 2025.

- = Capitán.
- = Lesionado.

#### Altas y bajas Primera etapa 2024
- Última actualización: 7 de febrero de 2024.

| Altas               |                |                       |                  |
| Jugador             | Posición       | Procedencia           | Tipo             |
| Joao Quiñónez       | Defensa        | Deportivo Cuenca      | Libre.           |
| Ayrton Cisneros     | Defensa        | C. D. Olmedo          | Libre.           |
| Geovanny Nazareno   | Defensa        | Deportivo Cuenca      | Libre.           |
| Márcos Cangá        | Centrocampista | Orense S. C.          | Libre.           |
| Harrison Mojica     | Centrocampista | Millonarios F. C.     | Libre.           |
| Alfredo Stephens    | Delantero      | Aragua F. C.          | Libre.           |
| Ricardo Phillips    | Delantero      | Deportivo del Este    | Libre.           |
| Ely Esterilla       | Delantero      | C. D. Olmedo          | Libre.           |
| Newton Williams     | Delantero      | S. E. Palmeiras       | Libre.           |
| Bajas               |                |                       |                  |
| Jugador             | Posición       | Destino               | Tipo             |
| Jorge Pinos         | Guardameta     | Mushuc Runa S.C.      | Fin de contrato. |
| Lenin Usca          | Guardameta     | Orense S.C.           | Fin de contrato. |
| Kevin Becerra       | Defensa        | Guayaquil City F. C.  | Fin de contrato. |
| Darwin Torres       | Defensa        | CSD Municipal         | Fin de contrato. |
| Nixon Folleco       | Defensa        | Deportivo Ibarra      | Fin de contrato. |
| Kevin Peralta       | Defensa        | Tumbaco AV25          | Fin de contrato. |
| Márcos Cangá        | Defensa        | Manta F.C.            | Fin de contrato. |
| Orlin Quiñonez      | Defensa        | El Nacional           | Fin de contrato. |
| Glendys Mina        | Defensa        | Orense S.C.           | Fin de contrato. |
| Giovanny Nazareno   | Defensa        | Atlético Samborondón  | Fin de contrato. |
| Wilmer Meneses      | Defensa        | Chivos F.C.           | Fin de contrato. |
| Renny Jaramillo     | Centrocampista | Delfín S.C.           | Transferencia.   |
| Flavio Caicedo      | Centrocampista | Naranja Mekánica F.C. | Fin de contrato. |
| Marco Mosquera      | Centrocampista | Aampetra              | Fin de contrato. |
| José Luis Cazares   | Centrocampista | AD Tarma              | Fin de contrato. |
| Kevin Andrés Arroyo | Centrocampista | Juventud Italiana     | Fin de contrato. |
| Gabriel Cortez      | Centrocampista | Barcelona S.C.        | Fin de Préstamo. |
| Joaquín Vergés      | Centrocampista | Gualaceo S.C.         | Fin de Préstamo. |
| Ricardo Phillips    | Delantero      | Potros del Este       | Fin de Préstamo. |
| Mauro Da Luz        | Delantero      | Cusco F.C.            | Fin de contrato. |
| Jefferson Montero   | Delantero      | Aucas                 | Fin de contrato. |
| Joao Paredes        | Delantero      | Técnico Universitario | Fin de contrato. |
| Walberto Caicedo    | Delantero      | Sport Boys            | Fin de contrato. |
| Carlos Garcés       | Delantero      | Cienciano             | Fin de contrato. |

## Palmarés

### Torneos nacionales
| Competición                        | Títulos | Subcampeonatos      |
| ---------------------------------- | ------- | ------------------- |
| Serie A de Ecuador (0/3)           |         | 1965, 1983, 1984.   |
| Copa Ecuador (0/1)                 |         | 2022.               |
| Serie B de Ecuador (1/3)           | 2020.   | 1975, 1981-I, 1994. |
| Segunda Categoría de Ecuador (0/2) |         | 1992, 2019.         |

### Torneos provinciales
| Competición                                | Títulos                     | Subcampeonatos                      |
| ------------------------------------------ | --------------------------- | ----------------------------------- |
| Profesional                                |                             |                                     |
| Campeonato de Fútbol del Guayas (0/1)      |                             | 1963.                               |
| Segunda Categoría del Guayas (3/5)         | 1969, 1992, 2019 (Invicto). | 1991, 1998, 2001, 2002, 2003.       |
| Amateur                                    |                             |                                     |
| Campeonato Amateur de Guayaquil (1/6)      | 1940.                       | 1937, 1941, 1944, 1945, 1946, 1947. |
| Campeonato Amateur División Intermedia (1) | 1935.                       |                                     |
| Campeonato Amateur Serie B (1/0)           | 1934.                       |                                     |
| Campeonato Amateur Serie C (1/0)           | 1932.                       |                                     |

### Torneos amistosos
| Torneos nacionales                 |         |                |
| Competición                        | Títulos | Subcampeonatos |
| Torneo Preparatorio Amistoso (1/0) | 1972.   |                |
| Copa de Plata (1/0)                | 1983.   |                |
| Escudo Honorario Santistevan (1/0) | 1941.   |                |
| Copa Ovomaltita (1/0)              | 1941.   |                |
| Copa Ciudad de Guayaquil (1/0)     | 1944.   |                |
| Copa de Campeones (0/1)            |         | 2022.          |

## Otra división deportiva

### Béisbol
| Competición                     | Títulos           |
| ------------------------------- | ----------------- |
| Liga Ecuatoriana de Béisbol (3) | 1961, 1963, 1967. |